# NGC 5846
NGC 5846 is een elliptisch sterrenstelsel in het sterrenbeeld Maagd. Het hemelobject werd op 24 februari 1786 ontdekt door de Duits-Britse astronoom William Herschel.

## Synoniemen
- UGC 9706
- MCG 0-38-25
- ZWG 20.61
- PGC 53932